# Apollon Limassol
Apollon Limassol (griechisch: Απόλλων Λεμεσού) ist ein zyprischer Fußballverein aus Limassol, der in der erstklassigen First Division spielt. Neben dem Fußball hat der Verein noch eine Basketball- und Volleyballabteilung.

## Geschichte

### Anfänge
Der Verein wurde 1954 gegründet und trägt seine Heimspiele in der Limassol Arena in Kolossi aus, die 10.300 Zuschauern Platz bietet.
In seiner ersten Spielzeit 1955/56 verlor Apollon alle acht Spiele, konnte aber aufgrund von Problemen eines anderen Klubs aus Limassol vor der folgenden Saison einen Großteil der Leistungsträger dieses Vereins übernehmen, so dass schon 1957 der Aufstieg in die höchste Spielklasse gelang, in der sich Apollon seitdem stets halten konnte. Von 1965 bis 1967 stand Apollon dreimal in Folge im Endspiel um den Pokal von Zypern. Nachdem Apollon im ersten Jahr noch unterlag, gelangen danach zwei Siege in diesem Wettbewerb in Folge. Der Verein nahm dadurch auch am Europapokal der Pokalsieger teil. Bei beiden Teilnahmen schied er jedoch bereits in der ersten Runde deutlich aus. In weiterer Folge wurde es ruhig um den Verein.

### Nationale Blütezeit
Apollon Limassol fiel erst um die 1980er herum wieder im zyprischen Fußball auf. 1982 stand der Verein wieder im Finale des zyprischen Pokals, zwei Jahre später konnte er erstmals eine Vizemeisterschaft erringen. Daraufhin gewann er 1986 erstmals nach 19 Jahren wieder den Pokal und spielte daraufhin erneut im Europapokal der Pokalsieger. Wie schon in den Sechzigern unterlag er auch diesmal in der ersten Runde. Es folgten 1987 ein weiteres Pokalfinale und 1989 eine weitere Vizemeisterschaft, ehe man 1991 erstmals zyprischer Meister wurde. Somit nahm Apollon Limassol zum ersten und gleichzeitig letzten Mal am Europapokal der Landesmeister teil, da es sich um die letzte Ausgabe des Wettbewerbs in seiner damaligen Form handelte. Der Verein schaffte dabei einen seiner bisher größten Erfolge, als er die erste Runde des Wettbewerbs überstand. Er egalisierte dabei eine 0:2-Niederlage aus dem Hinspiel gegen CS Universitatea Craiova mit einem 3:0-Heimsieg im Rückspiel. In der zweiten Runde unterlag Apollon dem FK Crvena Zvezda.
Im Folgejahr gewann der Verein zum vierten Mal das Endspiel des zyprischen Pokals und stand damit erneut vor einer Teilnahme am Europapokal der Pokalsieger. Erneut scheiterte der Verein in der ersten Runde des Wettbewerbs. Auch in der Liga legte Apollon nach, als er 1993 Vizemeister und 1994 Meister wurde. Der Verein spielte in beiden Fällen im UEFA-Pokal. In der Spielzeit 1993/94 gelang ihm der Aufstieg in die zweite Runde, als er Váci FC nach einer 0:2-Hinspielniederlage im Rückspiel nach Verlängerung mit 4:0 schlug. In der zweiten Runde verlor man das Hinspiel gegen Inter Mailand mit 0:1. Das Rückspiel endete 3:3, womit Apollon zwar ausschied, aber eine beachtliche Bilanz gegen die Italiener vorweisen konnte. In der darauffolgenden Saison unterlag der Verein bereits in der ersten Runde dem FC Sion. Beide Spiele endeten mit einem 3:1 für die jeweilige Gästemannschaft, doch Sion schoss im Rückspiel in der Verlängerung noch ein Tor zum 3:2-Endstand, womit Apollon ausgeschieden war.
Auch in der Saison 1997/98 nahm der Klub aus Limassol als vorausgegangener Vizemeister am UEFA-Pokal teil. Neu war in dieser Saison nur, dass Apollon an Qualifikationsspielen teilnehmen musste, die aus zwei Runden bestanden. In der ersten Runde setzte man sich gegen den finnischen Vertreter Myllykosken Pallo -47 durch. Die zweite Runde verlor man jedoch gegen den belgischen Vertreter Excelsior Mouscron. In der Saison 2000/01 gewann Apollon erneut den zyprischen Pokal – nachdem er drei Jahre zuvor noch im Endspiel unterlag – und kehrte so in den UEFA-Pokal zurück. Die Qualifikation konnte man gegen den KF Tirana nach einer 2:3-Hinspielniederlage mit einem 3:1-Heimsieg gerade noch für sich entscheiden. In der ersten Runde hieß der Gegner Ajax Amsterdam, gegen diesen verlor man mit einem Gesamtergebnis von 0:5.
Nachdem der Verein in der Saison 2005/06 zum dritten Mal den zyprischen Meistertitel gewonnen hatte, nahm er erstmals an der Qualifikation zur UEFA Champions League teil. Bereits in der ersten Qualifikationsrunde unterlag Apollon Limassol dem irischen Verein Cork City.

### Gegenwart
In der Saison 2007/08 führte die zyprische Liga platzierungsbedingte Play-offs ein. Dabei belegte Apollon Limassol nach der Hauptrunde den fünften Platz und nahm daher an der sogenannten Platzierungsrunde teil, die man als bestplatzierter Verein abschloss. Eine Teilnahme am Europapokal ermöglichte dies aber vorerst nicht. In der Saison 2008/09 wiederholte man die Leistungen der Vorsaison, 2009/10 gelangte man als Drittplatzierter erstmals in die Meisterschaftsrunde. Diese beendete man auf dem vierten und letzten Platz. Jedoch konnte sich der Verein den sechsten Sieg im zyprischen Pokal sichern und nahm daher an der Qualifikation zur UEFA Europa League teil. Apollon startete in der dritten Runde gegen FK Sibir Nowosibirsk, scheiterte aber aufgrund der Auswärtstorregel.
In der Saison 2010/11 verpasste Apollon Limassol als Fünftplatzierter die Meisterschaftsrunde, war aber immerhin die bestplatzierte Mannschaft der Platzierungsrunde. Der Verein scheiterte außerdem im Pokalfinale an Omonia Nikosia, wobei das Spiel erst im Elfmeterschießen entschieden wurde. Auch 2011/12 konnte Apollon die Meisterschaftsrunde nicht erreichen, diesmal belegte man nach der Hauptrunde sogar nur Platz 7. Apollon erarbeitete sich in der Platzierungsrunde aber noch den sechsten Platz hinter dem Spitzenreiter AEK Larnaka. Die gleiche Platzierung belegte Apollon auch in der nächsten Saison, diesmal wurde Lokalrivale AEL Limassol Spitzenreiter der Platzierungsrunde. Diesen erledigte man dafür im Pokalfinale mit 2:1 und sicherte sich den siebten Titel. Der Verein profitierte vom guten Abschneiden der zyprischen Vereine im Europapokal und stieg daher erst in der Play-off-Runde in die Qualifikation zur Europa League teil. Dort konnte man sich gegen den OGC Nice durchsetzen und so erstmals an einer internationalen Gruppenphase teilnehmen. Der Verein wurde Gruppe J zugelost, wo man auf Trabzonspor, die SS Lazio und Legia Warschau traf. Er konnte lediglich einen Sieg gegen den polnischen Meister und ein Remis gegen Lazio einfahren, blieb aber ansonsten ohne Punktgewinn und schied daher als Drittplatzierter aus.
In der Saison 2013/14 konnte Apollon Limassol zur Hauptrunde den zweiten Platz erreichen und stieg damit in die Meisterschaftsrunde auf, wo man jedoch noch den späteren Meister APOEL Nikosia vorbeiziehen und sich damit als Drittplatzierter die Teilnahme an der Champions-League-Qualifikation nehmen ließ. Der Verein spielte aber in der Play-off-Runde der Europa-League-Qualifikation und gewann diese gegen Lokomotive Moskau. Apollon spielte mit Borussia Mönchengladbach, dem FC Villarreal und dem FC Zürich in Gruppe A. Zum Auftakt gelang gegen die Züricher ein 3:2-Heimsieg, jedoch verlor man alle restlichen Spiele und schied als Letzter aus.
Nach der Hauptrunde der Saison 2014/15 führte Apollon die Ligatabelle mit zwei Punkten Vorsprung auf APOEL Nikosia an. In der Meisterschaftsrunde fiel die Bilanz mit drei Siegen, zwei Unentschieden und fünf Niederlagen jedoch eher ernüchternd aus, sodass Apollon noch auf Platz 3 abrutschte. Der Verein nahm immerhin an der Qualifikation zur UEFA Europa League 2015/16, musste diesmal aber bereits in Runde 1 einsteigen. Apollon bezwang in den ersten beiden Runden Saxan Ceadîr-Lunga aus der Republik Moldau und FK Riteriai aus Litauen, scheiterte jedoch in der dritten Runde am FK Qəbələ aus Aserbaidschan.
In der Saison 2015/16 arbeitete sich Apollon in der Meisterschaftsrunde noch von Platz 5 auf Platz 3 hoch und gewann zudem den Pokal nach einem 2:1 gegen Omonia Nikosia. In der Qualifikation zur UEFA Europa League 2016/17 scheiterte man in der dritten Runde am Grasshopper Club Zürich. Der Verein konnte in der darauffolgenden Spielzeit – erneut Platz 3 in der Liga – mit einem 1:0 gegen APOEL Nikosia den Pokalsieg erstmals seit 50 Jahren verteidigen und nahm daraufhin auch an der Qualifikation zur UEFA Europa League 2017/18 teil. Dabei setzte sich Apollon gegen FC Zaria Bălți, FC Aberdeen und FC Midtjylland durch und spielte daraufhin in der Gruppenphase. Der Verein spielte in Gruppe E gegen Atalanta Bergamo, Olympique Lyon und den FC Everton, blieb aber sieglos und verendete mit drei Punkten auf dem letzten Platz.
Zur Saison 2017/18 erreichte Apollon sowohl in der Liga als auch im Pokal den jeweils zweiten Platz. Erstmals in der Vereinsgeschichte setzte sich der Verein in vier aufeinanderfolgenden Qualifikationsrunden einer Europapokal-Saison durch. Auf dem Weg in die Gruppenphase der UEFA Europa League 2018/19 bezwang man FC Stumbras, FK Željezničar Sarajevo, FK Dinamo Brest und FC Basel. Apollon wurde gemeinsam mit Eintracht Frankfurt, SS Lazio und Olympique Marseille der Gruppe H zugelost. Mit sieben Punkten konnte man vor OM immerhin Platz 3 belegen, was aber das Ausscheiden nicht verhinderte.
Nach der Hauptrunde der Saison 2018/19 stand Apollon Limassol mit zwei Punkten Rückstand auf APOEL Nikosia auf Platz 2. Jedoch verlor man die letzten drei Spiele der Meisterschaftsrunde und rutschte so noch auf den dritten Platz herab. Apollon startete erneut in der ersten Runde der Europa-League-Qualifikation und kämpfte sich über FK Kauno Žalgiris, Shamrock Rovers und FK Austria Wien bis in die Play-off-Runde. In dieser unterlag man aber mit einem Gesamtergebnis von 0:7 der PSV Eindhoven.
Die Saison 2019/20 wurde aufgrund der COVID-19-Pandemie vorzeitig abgebrochen und nicht zu Ende gespielt. Zum Zeitpunkt des Saisonabbruchs stand Apollon in der Meisterschaftsrunde auf dem vierten Platz und nahm daher erneut an der Qualifikation zur Europa League teil. Dabei wurde jede Runde auf ein Spiel reduziert. Mit einem 5:1 gegen FC Iberia 1999 Tiflis und einem 1:0 gegen OFI Kreta erreichte Apollon erneut die dritte Runde, in der man Lech Posen mit 0:5 unterlag. In der Saison 2020/21 konnte sich Apollon die Vizemeisterschaft sichern, nachdem man vor dem Start in die Meisterschaftsrunde noch Platz 3 belegte. In der Qualifikation zur neu gegründeten UEFA Europa Conference League unterlag man prompt dem MŠK Žilina.
Die Saison 2021/22 konnte Apollon erstmals nach 16 Jahren wieder als zyprischer Meister beenden, was dem bisher letzten Titel der Vereinsgeschichte entspricht. Der Verein stieg damit zur dritten Runde in die Qualifikation zur UEFA Champions League 2022/23 ein. Dort unterlag man im Hinspiel Maccabi Haifa mit 0:4, im Rückspiel reichte der 2:0-Heimerfolg nicht aus. In der Play-off-Runde der Europa-League-Qualifikation traf man auf Olympiakos Piräus. Beide Spiele endeten jeweils mit 1:1 unentschieden, jedoch setzte sich Olympiakos im Elfmeterschießen durch. Apollon landete folglich in der Gruppenphase der UEFA Europa Conference League 2022/23, wo man mit AZ Alkmaar, den SK Dnipro-1 und den FC Vaduz die Gruppe E bildete. Der Verein konnte sieben Punkte einfahren, was aber nur für Platz 3 vor Vaduz reichte.
In der Saison 2022/23 verpasste Apollon erstmals nach 11 Jahren den Europapokal und belegte sowohl nach der Hauptrunde als auch nach der Meisterschaftsrunde nur Platz 5. In der anschließenden Spielzeit wurde als Siebtplatzierter sogar die Meisterschaftsrunde verpasst. Der Verein musste daher im so genannten Play-down gegen den Abstieg spielen, belegte in diesem aber mit 12 Punkten Abstand auf Lokalrivale AEL Limassol den ersten Platz.

## Aktueller Kader 2024/25
- Stand: 1. Dezember 2024[1]

| Nr. |                 | Position | Name               |
| --- | --------------- | -------- | ------------------ |
| 2   | Griechenland    | AB       | Praxitelis Vouros  |
| 3   | Finnland        | AB       | Thomas Lam         |
| 4   | Zypern Republik | AB       | Zacharias Adoni    |
| 5   | Frankreich      | AB       | Julien Célestine   |
| 6   | Benin           | MF       | Sessi D'Almeida    |
| 8   | Tschechien      | MF       | Jaromir Zmrhal     |
| 9   | Argentinien     | ST       | Diego Dorregaray   |
| 10  | Frankreich      | MF       | Quentin Boisgard   |
| 11  | Belgien         | ST       | Babacar Dione      |
| 13  | Brasilien       | AB       | Bruno Santos       |
| 14  | Zypern Republik | AB       | Giorgos Malekkidis |
| 17  | Ghana           | ST       | Clinton Duodu      |
| 18  | Chile           | ST       | Ángelo Sagal       |
| 20  | Zypern Republik | ST       | Danilo Špoljarić   |
| 21  | Costa Rica      | AB       | Carlos Barahona    |

| Nr. |                 | Position | Name                  |
| --- | --------------- | -------- | --------------------- |
| 22  | Deutschland     | TW       | Philipp Kühn          |
| 23  | Zypern Republik | AB       | Panagiotis Artymatas  |
| 25  | Zypern Republik | MF       | Charalampos Kyriakou  |
| 27  | Frankreich      | MF       | Gaétan Weissbeck      |
| 30  | Kroatien        | ST       | Domagoj Drožđek       |
| 41  | Niederlande     | TW       | Peter Leeuwenburgh    |
| 43  | Portugal        | ST       | Pedro Marques         |
| 70  | Frankreich      | ST       | Charles Boli          |
| 77  | Argentinien     | MF       | Israel Coll           |
| 78  | Zypern Republik | TW       | Georgios Loizou       |
| 81  | Slowakei        | AB       | Vernon de Marco       |
| 84  | Zypern Republik | AB       | Christos Charalampous |
| 87  | Zypern Republik | TW       | Lefteris Eleftheriou  |
| 99  | Zypern Republik | TW       | Dimitris Dimitriou    |

## Erfolge
- Zyprischer Meister (4): 1990/91, 1993/94, 2005/06, 2021/22
- Zyprischer Pokalsieger (9): 1965/66, 1966/67, 1985/86, 1991/92, 2000/01, 2009/10, 2012/13, 2015/16, 2016/17
- Zyprischer Superpokalsieger (4): 2006, 2016, 2017, 2022

## Saisonhistorie
| Saison  | Wettbewerb (Reguläre Saison) | Platz     | Wettbewerb (Meisterschaft) | Platz                  |
| ------- | ---------------------------- | --------- | -------------------------- | ---------------------- |
| 2003/04 | First Division               | 3. von 14 |                            |                        |
| 2004/05 | First Division               | 7. von 14 |                            |                        |
| 2005/06 | First Division               | 1. von 14 |                            |                        |
| 2006/07 | First Division               | 6. von 14 |                            |                        |
| 2007/08 | First Division               | 5. von 14 | Platzierung                | 1. von 4               |
| 2008/09 | First Division               | 5. von 14 | Platzierung                | 1. von 4               |
| 2009/10 | First Division               | 3. von 14 | Playoff                    | 4. von 4               |
| 2010/11 | First Division               | 5. von 14 | Platzierung                | 1. von 4               |
| 2011/12 | First Division               | 7. von 14 | Platzierung                | 2. von 4 (B)           |
| 2012/13 | First Division               | 6. von 14 | Platzierung                | 2. von 4 (B)           |
| 2013/14 | First Division               | 2. von 14 | Platzierung                | 2. von 6               |
| 2014/15 | First Division               | 1. von 14 | Platzierung                | 3. von 6               |
| 2015/16 | First Division               | 1. von 14 | Platzierung                | 3. von 6               |
| 2016/17 | First Division               | 3. von 14 | Platzierung                | 3. von 6               |
| 2017/18 | First Division               | 2. von 14 | Platzierung                | 2. von 6               |
| 2018/19 | First Division               | 2. von 12 | Platzierung                | 2. von 6               |
| 2019/20 | First Division               | 4. von 12 | Platzierung                | 4. von 6 (bei Abbruch) |
| 2020/21 | First Division               | 3. von 14 | Platzierung                | 2. von 6               |
| 2021/22 | First Division               | 1. von 14 | Platzierung                | 1. von 6               |
| 2022/23 | First Division               | 5. von 14 | Platzierung                | 5. von 6               |

## Ehemalige Trainer
| Zeitraum        | Name                    |
| --------------- | ----------------------- |
| 07/1956–06/1962 | Argyrios Gavalas        |
| …               |                         |
| 07/1967–06/1969 | Panikos Krystallis      |
| …               |                         |
| 07/1973–06/1974 | Oscar Hold              |
| …               |                         |
| 07/1983–06/1984 | Oscar Hold              |
| 07/1983–06/1984 | Alan Dicks              |
| 07/1984–06/1986 | Josef Zadina            |
| 07/1986–06/1987 | Egon Piechaczek         |
| 07/1988–06/1990 | Jerzy Engel             |
| 07/1990–06/1995 | Diethelm Ferner         |
| 07/1995–06/1996 | Martti Kuusela          |
| 07/1996–06/1998 | Momcilo Vukotic         |
| 07/1998–08/1998 | Dumitru Dumitriu        |
| 09/1998–10/1998 | Nenad Starovlah         |
| 10/1998–06/2000 | Diethelm Ferner         |
| 07/2000–06/2001 | Andreas Mouskallis      |
| 07/2001–06/2002 | Toni Savevski           |
| 07/2002–01/2003 | Ronnie Whelan           |
| 01/2003–06/2003 | Dusan Mitošević         |
| 07/2003–01/2004 | Ilie Dumitrescu         |
| 02/2004–06/2004 | Rolf Fringer            |
| 07/2004–09/2004 | Soulis Papadopoulos     |
| 09/2004–11/2004 | Nenad Starovlah         |
| 11/2004–01/2005 | Giannakis Giagoudakis   |
| 01/2005–01/2007 | Bernd Stange            |
| 01/2007–06/2007 | Gerard van der Lem      |
| 07/2007–10/2007 | Sinisa Gogic            |
| 10/2007–11/2007 | Vasos Melanarkitis      |
| 01/2008–04/2008 | Yossi Mizrahi           |
| 05/2008–09/2008 | Svetozar Šapuric        |
| 09/2008         | Giorgos Iosifidis       |
| 09/2008–01/2010 | Thomas von Heesen       |
| 01/2010–02/2010 | Giorgos Iosifidis       |
| 02/2010–10/2010 | Slobodan Krčmarević     |
| 10/2010–06/2011 | Andreas Michailidis     |
| 07/2011         | Guy Levy                |
| 07/2011–11/2011 | Didier Ollé-Nicolle     |
| 11/2011–03/2012 | Mihai Stoichiță         |
| 03/2012–05/2012 | Hagen Reeck             |
| 05/2012–09/2012 | George Burley           |
| 09/2012–03/2013 | Nikodimos Papavasiliou  |
| 03/2013–10/2014 | Christakis Christoforou |
| 10/2014–04/2015 | Ioan Andone             |
| 04/2015–05/2015 | Ton Caanen              |
| 06/2015–12/2015 | Pedro Emanuel           |
| 12/2016–08/2019 | Sofronis Avgousti       |
| 09/2019–10/2019 | Ivan Vukomanović        |
| 10/2019–11/2020 | Sofronis Avgousti       |
| 11/2020–05/2021 | Giannis Petrakis        |
| 05/2021–08/2022 | Alexander Zorniger      |

## Ehemalige Spieler
- Junior Agogo
- João Paulo Andrade
- Sofronis Avgousti
- Haruna Babangida
- Dietmar Berchtold
- Euclides Cabral
- Aleš Chvalovský
- Dady
- Duško Đurišić
- Klodian Duro
- Joseph Elanga
- Tiago Gomes
- Louis Gomis
- Raúl González Guzmán
- Adrian Iencsi
- João Paulo
- Mahdi Karim
- Nikos Katsavakis
- Martin Kolář
- Kamil Kosowski
- Stefan Majewski
- Ioannis Masmanidis
- Miroslav Matušovič
- Radosław Michalski
- Hawar Mulla Mohammed
- Stéphane Noro
- Núñez
- João Paiva
- Nico Pellatz
- Mauricio Pinilla
- Mladen Rudonja
- Bernard Schuiteman
- Semedo
- Paweł Sibik
- Łukasz Sosin
- Rudi Vata
- Ferydoon Zandi
- Gábor Zavadszky
- Zé Vitor
- Viktor Zubarev